# Chapelle royale du Trésor de San Gennaro
La chapelle royale du Trésor de San Gennaro (en italien Reale cappella del Tesoro di san Gennaro) est une chapelle baroque de la cathédrale Notre-Dame-de-l'Assomption de Naples construite à la demande des Napolitains à la suite d'un vœu à saint Janvier de Bénévent (Gennaro en italien), le saint patron de la ville de Naples.
Elle constitue l'une des plus grandes expressions artistiques de la ville, considérée par le « véritable noyau » de la civilisation du XVIIe siècle, tant par la concentration et le prestige des œuvres qui y sont conservées que par le nombre d'artistes de renommée internationale qui ont participé à sa création. Des orfèvres du bronze y travaillèrent, formés sous l'égide du Bernin, comme le Toscan Giuliano Finelli. Les décorations picturales et fresques de l'intérieur, réalisées principalement par Le Dominiquin et Giovanni Lanfranco, font de la chapelle l'épicentre de la peinture baroque émilienne à Naples.
Grâce à diverses bulles pontificales, la chapelle n'appartient pas à la curie archiépiscopale, mais à la ville de Naples, représentée par une ancienne institution civique, existant encore aujourd'hui, la Deputazione (Députation), et par les Sedili (Sièges) de Naples, des institutions administratives de la ville dont les représentants, les Eletti (Élus), se réunissaient du XIIIe au XIXe siècle dans la basilique San Lorenzo Maggiore pour chercher le bien commun de la ville.
Depuis 2003, certaines salles adjacentes à la chapelle abritent le musée du Trésor de San Gennaro, qui expose des ex-voto et des donations offertes au saint au cours d'environ sept siècles par les rois, les papes et d'illustres personnalités de l'aristocratie napolitaine et européenne.

## Histoire

### Naissance

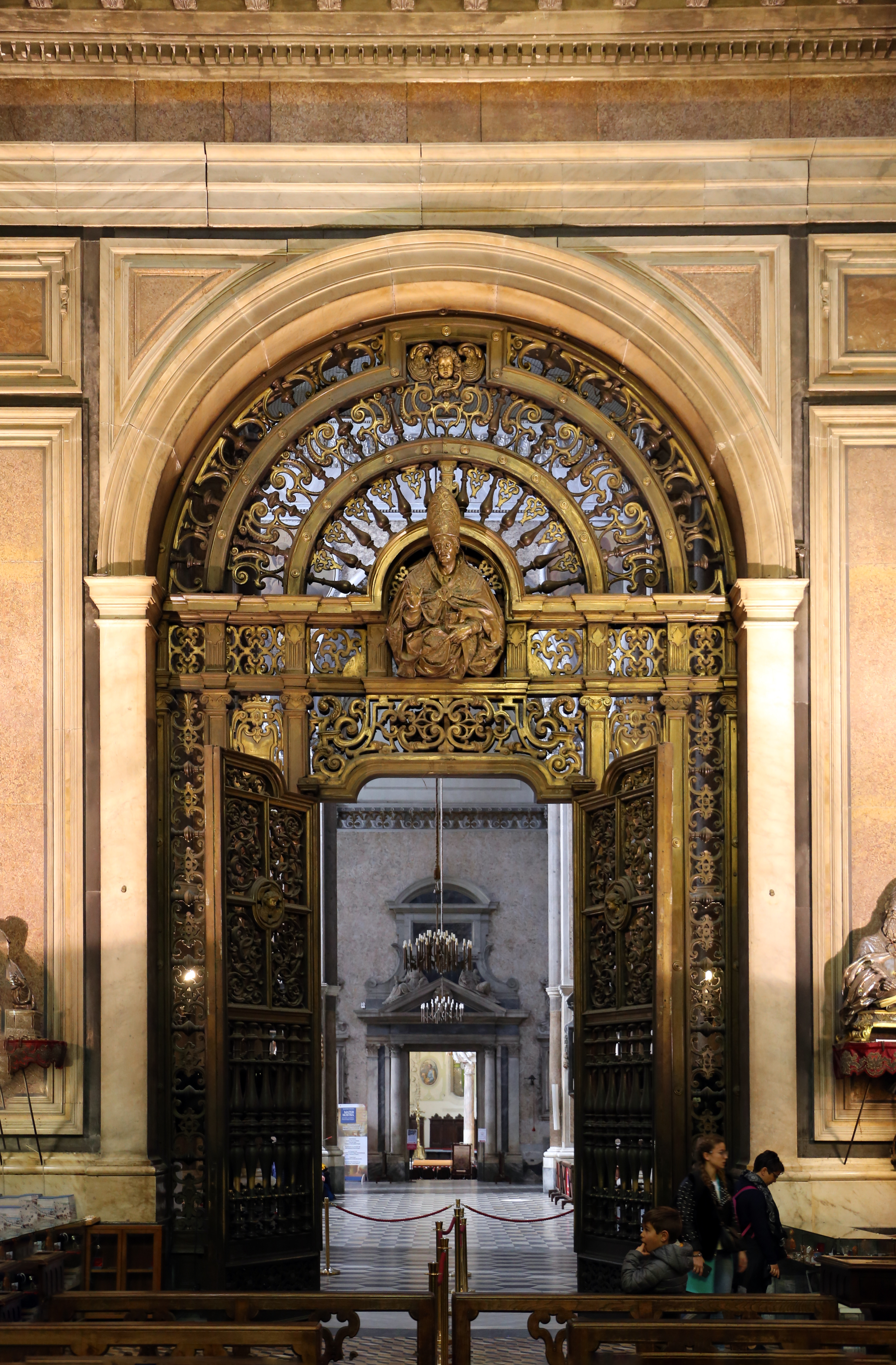
Entrée de la chapelle depuis la cathédrale de Naples ; au premier plan se trouve la porte monumentale de Cosimo Fanzago.

La naissance de la chapelle est liée aux années difficiles que connait Naples au cours de la première moitié du XVIe siècle, caractérisées par des conflits militaires transfrontaliers et internes, des pestes et des éruptions volcaniques.
Les conflits internes éclatent vers 1527, lorsque le prétendant angevin, profitant également de l'absence du vice-roi de Naples, occupé avec les troupes de Charles Quint, et de la mort de son lieutenant Andrea Carafa, comte de Santa Severina, tente de reconquérir la Royaume de Naples, débarquant avec ses soldats à Gaète et Salerne. À la suite de ces événements, le général Lautrec, commandant des Français, arrive aux murs de la ville avec ses troupes et l'assiège, empêchant l'approvisionnement en nourriture et, selon certains historiens, dont Pietro Giannone, empoisonnant également les eaux qui alimentent la ville. Cela provoque une résurgence de la peste qui décime les Napolitains, faisant environ 250 000 morts.
À la même époque, le Vésuve dévaste également la ville avec une éruption accompagnée d'une série de tremblements de terre quotidiens.
À la suite de ces événements, le peuple napolitain décide de se tourner vers son saint patron et le 13 janvier 1527, jour anniversaire de la translation des ossements de San Gennaro de Montevergine à Naples : il fait vœux de construire une nouvelle et plus belle chapelle dans la cathédrale à son attention, l'ancienne étant reléguée dans une tour étroite située à gauche de l'entrée de l'édifice. L'engagement est pris solennellement et, pour donner encore plus de valeur au vœu, les Napolitains rédigent un acte public, signé par les Eletti devant le notaire Vincenzo de Bossis, sur le maître-autel de la cathédrale.
Pour se libérer des trois fléaux, les représentants des cinq Sedili de Naples (Capuano, Nido, Montagna, Portanova et Porto), ainsi que le représentant du Sedile du peuple jurent d'offrir mille ducats pour le tabernacle eucharistique et dix mille pour la construction d'une nouvelle chapelle en l'honneur de San Gennaro.
Le 5 février 1601, les Eletti  nomment une commission laïque de douze membres, appelée « Deputazione », composée de deux représentants pour chacun des Sedili de la ville, chargée de promouvoir et de veiller à la construction et à la décoration de la nouvelle chapelle de San Gennaro.
Le financement des travaux comprend initialement l'allocation de 10 000 scudi, mais le fonds atteint le chiffre de plus de 480 000, sans obtenir aucune contribution du Vatican.

### Événements liés aux commandes picturales

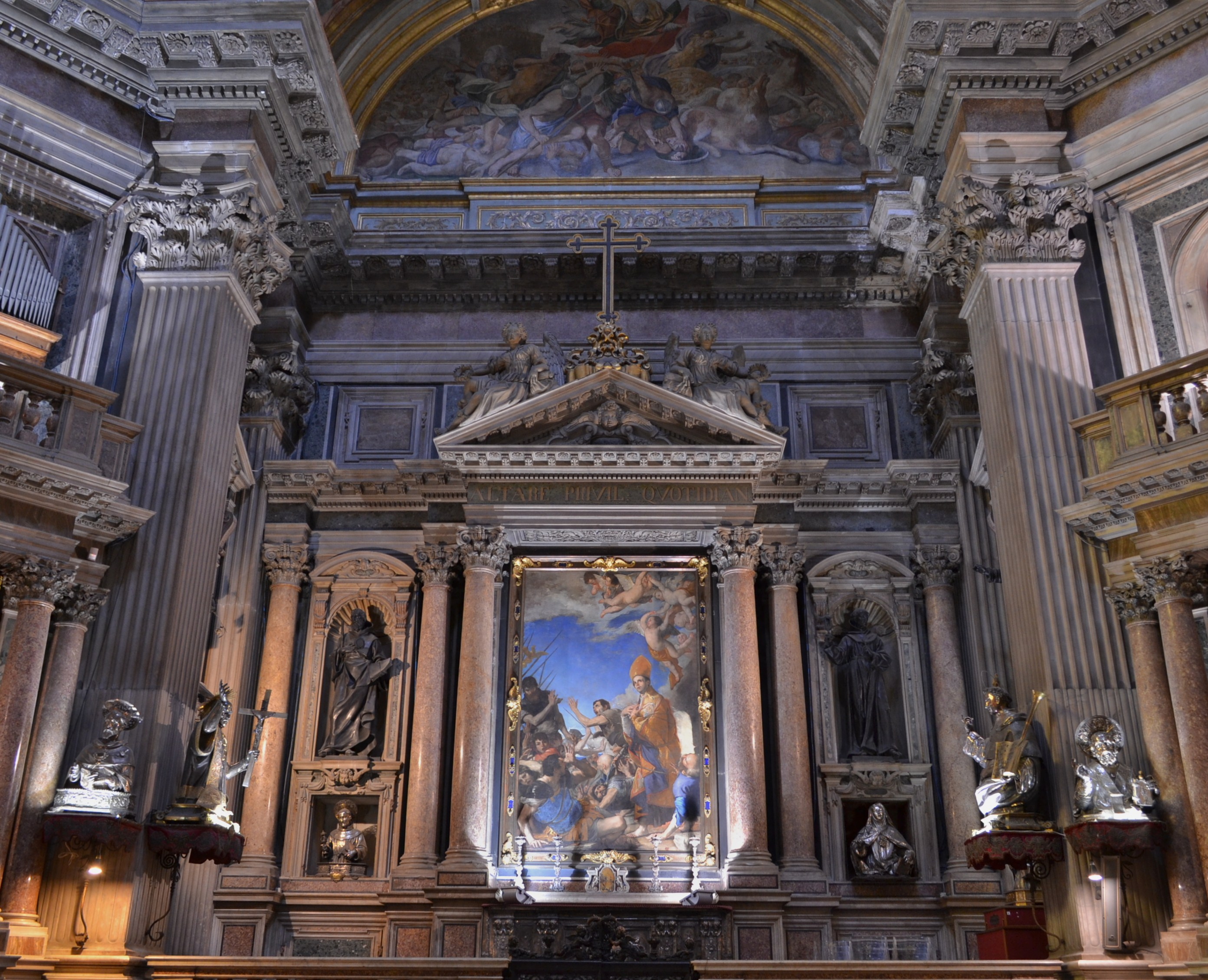
Autel droit

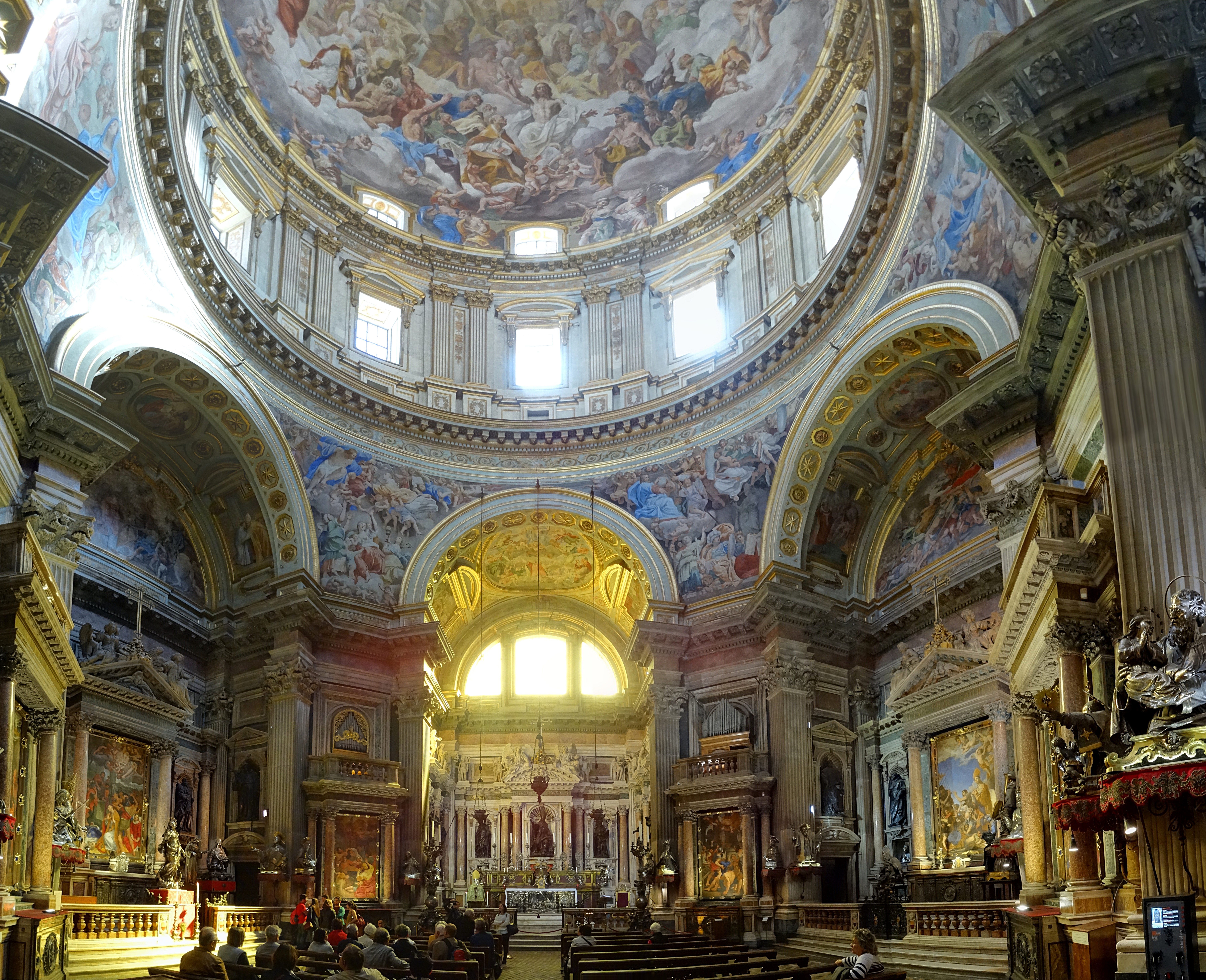
Fresques de Lanfranco et du Dominiquin.

La construction de la chapelle, qui commence le 8 juin 1608, est confiée à l'architecte Francesco Grimaldi, déjà connu à Naples pour avoir conçu d'autres édifices comme l'église Santa Maria della Sapienza, la basilique San Paolo Maggiore et le couvent Sant'Andrea delle Dame. Pour réaliser les travaux, plusieurs bâtiments préexistants sont démolis, comme un oratoire, la petite église Sant'Andrea, trois chapelles de nobles dans la cathédrale (Filomarino, Capace et Cavaselice) et quelques habitations. À la mort de Grimaldi en 1613, Ceccardo Bernucci lui succède comme directeur du chantier, puis Giovan Giacomo di Conforto, jusqu'à son achèvement.
Les commandes picturales controversées liées à la chapelle, accompagnées également d'un environnement urbain complexe, avec des menaces et des attaques de la part de peintres locaux, dont Belisario Corenzio, Battistello Caracciolo et José de Ribera, vis-à-vis des étrangers pour les décourager d'accepter la commande, phénomène connu par l'historiographie officielle comme « la cabale de Naples », génère un ralentissement des travaux, qui se terminent finalement qu'en 1646.
Dans un premier temps, en 1618, des contacts sont pris avec le Cavalier d'Arpin pour l'exécution du cycle de fresques avec les Histoires de la vie de San Gennaro et la fresque du Paradis dans la coupole. En raison d'un démarrage hésitant, probablement aussi dû au fait que le peintre est alors encore à Rome pour achever ses autres œuvres, le choix de la Deputazione se porte ensuite, en 1620, sur Guido Reni, déjà actif à Naples. La Deputazione, orientant ses choix vers le peintre émilien, réitère ainsi son intention de confier les œuvres, probablement les plus importantes de cette période dans la ville, liées également à un lieu auquel le peuple napolitain est particulièrement attaché, à des peintres non locaux. La conséquence de cette décision est que le mouvement d'intimidation entrepris par les trois peintres napolitains, en particulier Corenzio, s'active avec tant de violence qu'il organise une embuscade contre l'un des collaborateurs de Reni, provoquant sa blessure. À ce stade, la peur conduit Reni à refuser la commande ; la Deputazione doit donc se mobiliser à nouveau dans la recherche du peintre à qui confier la commande. Cette fois, elle tourne également son regard vers des artistes napolitains tels que Fabrizio Santafede et Caracciolo. Les projets qu'ils présentent à l'institution ne sont pas appréciés ; en 1628, le chantier du cycle pictural n'a toujours pas démarré.
Deux ans plus tard, Le Dominiquin, un autre peintre émilien, réussit à convaincre la Deputazione avec ses propres essais et commence enfin les décorations des voûtes, réalisant d'abord celles des intrados des autels en 1633, puis les fresques des quatre pendentifs et enfin, la même année, termine cinq des six peintures à l'huile sur cuivre (dont une s'avère cependant incomplète) qui décorent la partie inférieure de la chapelle. Le Dominiquin exécute alors la plupart des fresques qui lui sont commandées jusqu'à sa mort subite le 6 avril 1641, probablement empoisonné par les trois peintres napolitains de la « cabale de Naples ». Au bout de deux jours, un autre peintre de l'école émilienne, Giovanni Lanfranco, vient le remplacer dans les travaux de la coupole, qui se charge de peindre la scène du Paradis, qu'il achève en 1643.
Les œuvres inachevées à ce moment-là sont deux huiles sur cuivre, l'une dans le premier pilier de droite, que Le Dominiquin n'a pas le temps d'achever, et l'autre dans l'autel de droite, qui n'a jamais été commencée. Le 6 juin 1646, la Deputazione décide, pour la première fois depuis le début des travaux, de confier la création d'une œuvre à un peintre napolitain, Massimo Stanzione, qui réalise le Miracle de la femme folle sur le premier pilier à droite, afin de remplacer la version inachevée du Dominiquin. Le tableau est placé dans la sacristie de la cathédrale et aujourd'hui fait partie du musée du Trésor de San Gennaro, la Deputazione ayant décidé au XIXe siècle d'inverser les deux œuvres car la peinture de Stanzione n'était pas conforme au thème pictural du Dominiquin qui domine dans la chapelle, qui contient à cette époque cinq des six peintures du peintre émilien dans la partie inférieure, et à celui des fresques des lunettes, des arcs et des écoinçons de la coupole de Lanfranco.
La dernière huile sur cuivre qui reste à créer est confiée en 1646, au peintre espagnol (mais de l'école napolitaine) José de Ribera, qui exécute le retable de droite représentant Saint Janvier sortant indemne de la fournaise, considéré par les critiques comme une des plus belles œuvres du peintre pour la plasticité des personnages, le souci du détail et l'extraordinaire capacité d'expression, en fait la seule artistiquement « napolitaine » à l'intérieur de la chapelle.

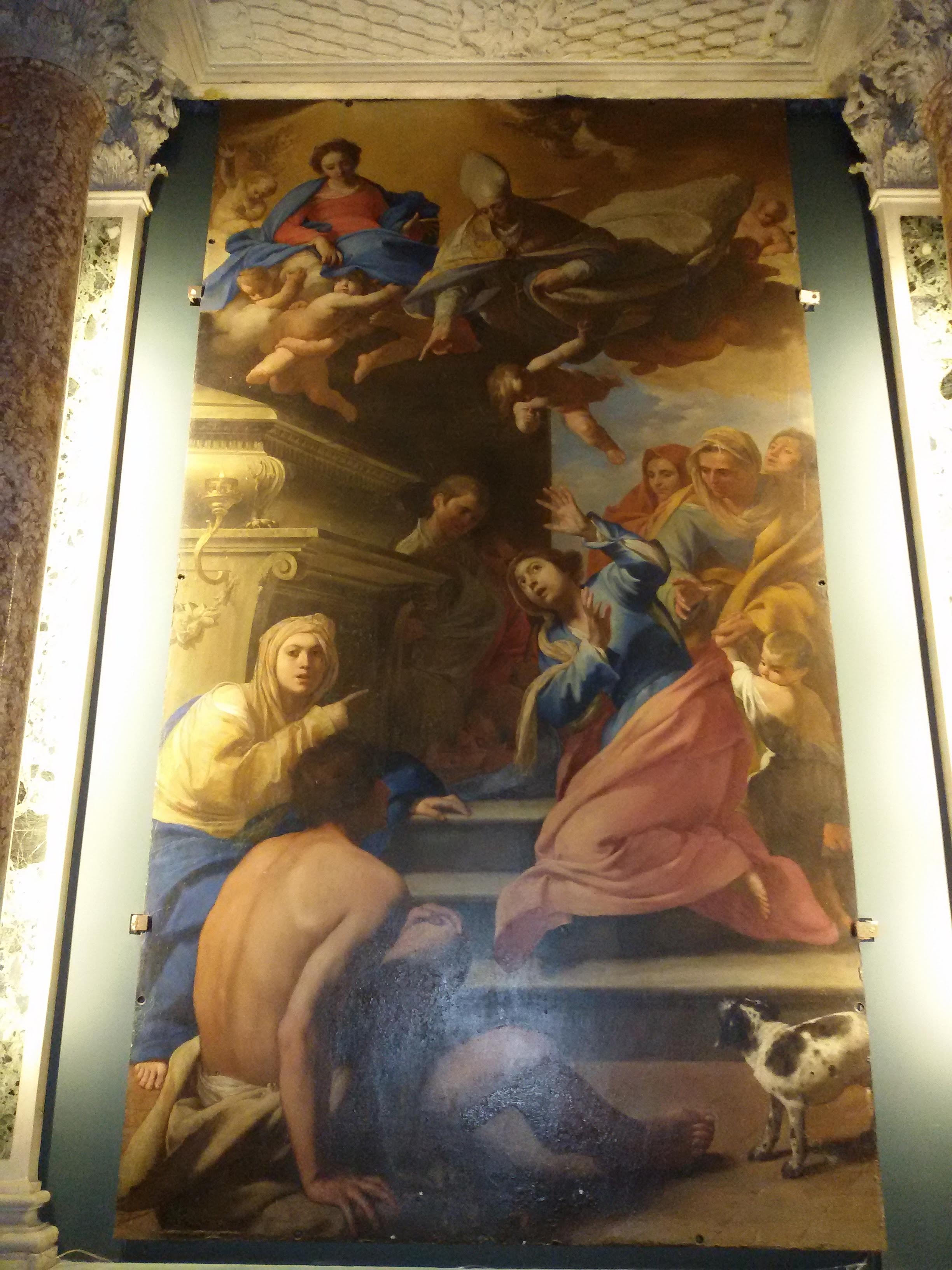
Massimo Stanzione, Miracle de la femme folle
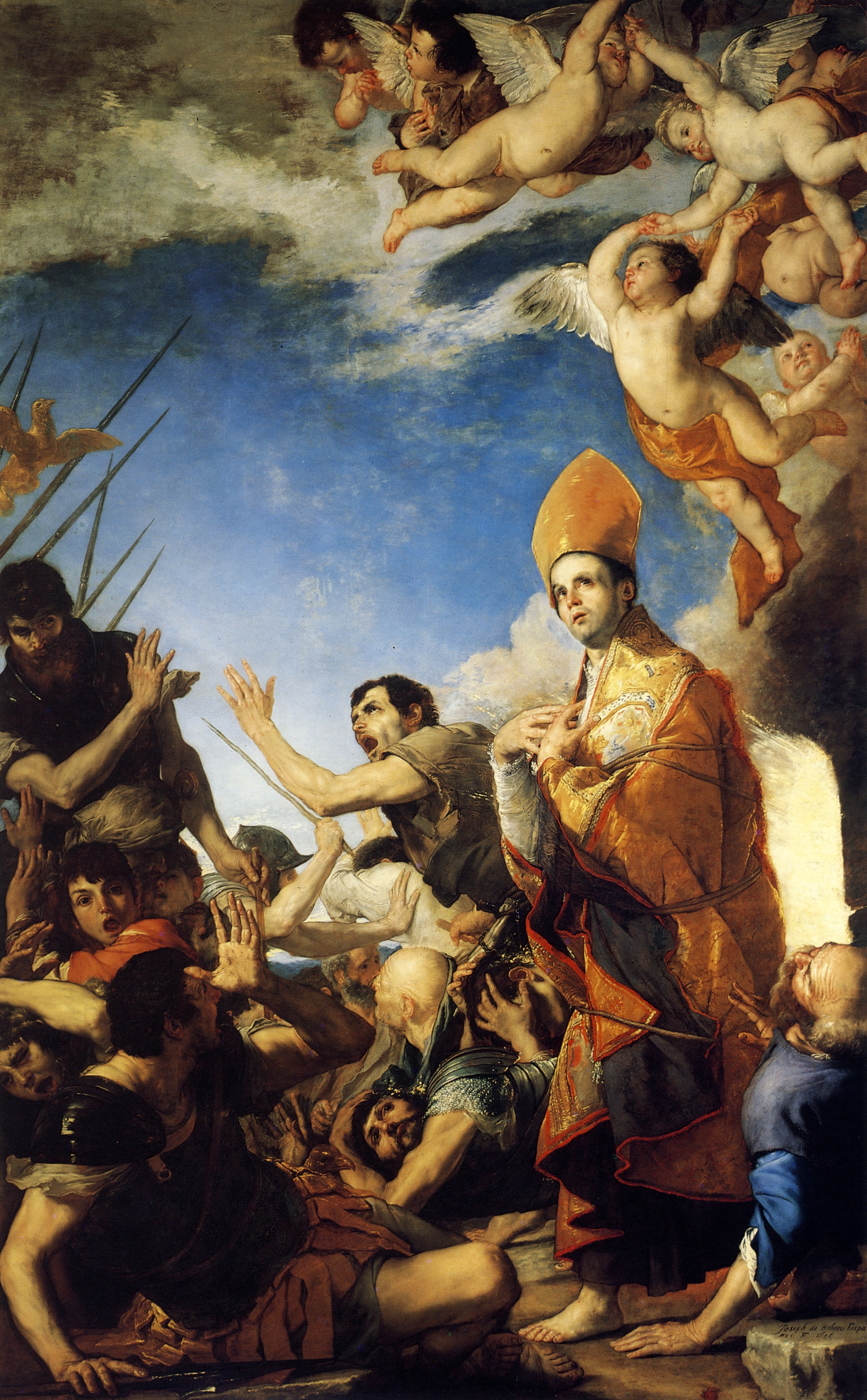
José de Ribera, Saint Janvier sortant indemne de la fournaise

### Relations avec le Saint-Siège et droit à la laïcité

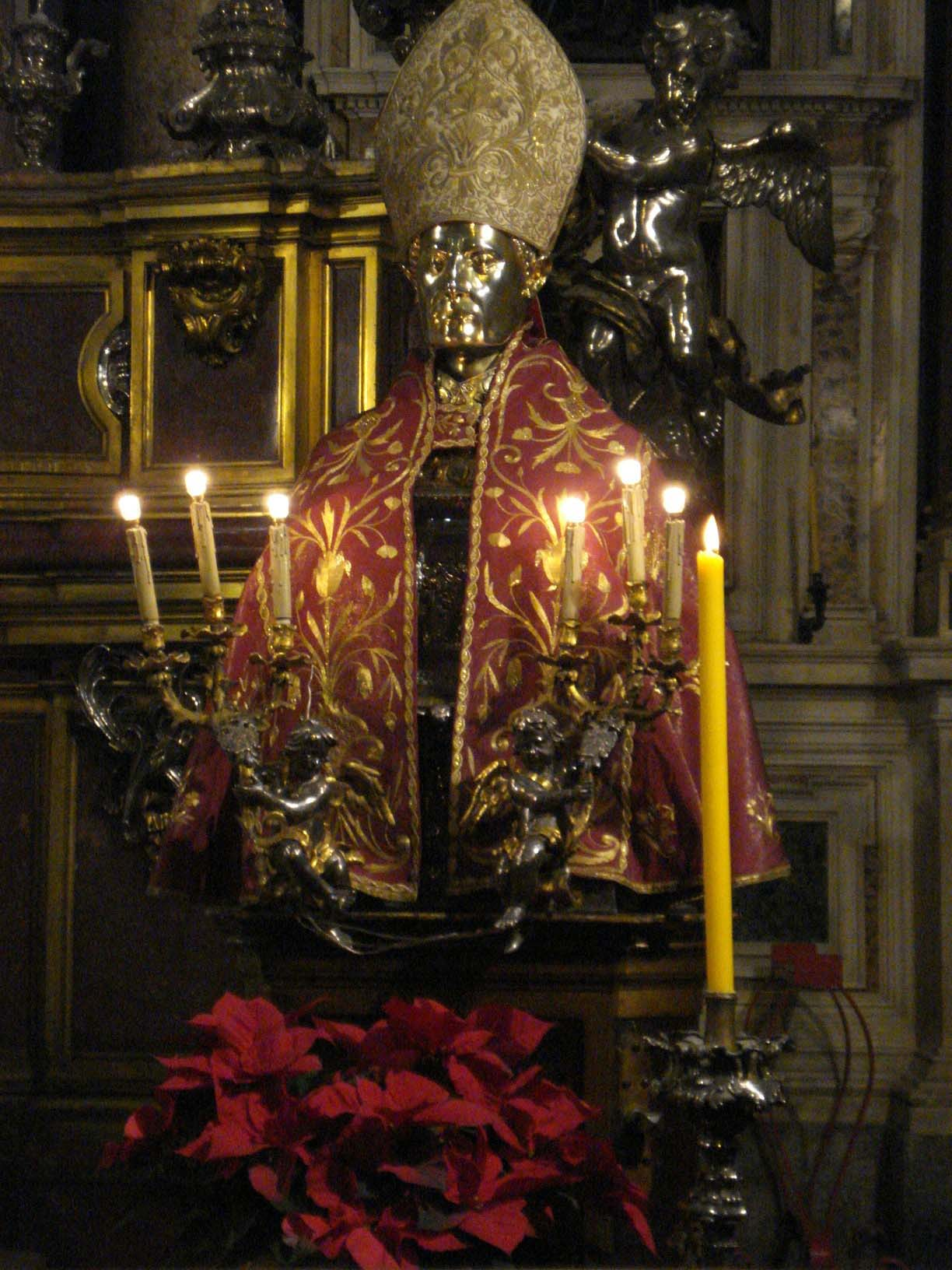
Buste reliquaire de San Gennaro, habillé de chape et de mitre en soie et or du XVIIIe siècle, 1305.

Dès le début, la création de Deputazione della reale cappella del Tesoro affirme et défend le droit de patronage de la ville de Naples sur la chapelle précisément parce que celle-ci est l'expression directe de la volonté des Napolitains et donc une expression de laïcité, d'autonomie et d'indépendance par rapport à la curie archiépiscopale.
En 1605, la Deputazione obtient la bulle de fondation du pape Paul V et après trois ans, le 8 juin 1608, les travaux de construction commencent.
Les premiers problèmes surviennent cependant lors de la construction, avec le cardinal archevêque Francesco Boncompagni (1592-1641) qui s'oppose fermement à l'exemption de la Deputazione de la juridiction de l'Ordinaire diocésain. Le problème est cependant surmonté à la fois par la bulle de fondation et par la protection royale qui lui accorde le rang et les privilèges de chapelle palatine royale.
D'autres problèmes surgissent après l'entrée de Giuseppe Garibaldi à Naples le 17 février 1861, lorsque sont publiés des décrets législatifs relatifs aux bénéfices laïcs et aux aumôneries. La Deputazione lutte pour faire reconnaître le droit de patronage laïc ; le 13 mai 1861, la chapelle royale du Trésor de San Gennaro est déclarée exemptée de la loi précédente du 17 février, ayant été reconnue comme institution sui generis. Le caractère laïc du bien reste donc intact et résiste également  aux lois post-unificatrices du 7 juillet 1866 et du 15 août 1867, par lesquelles la reconnaissance de la laïcité est refusée à tous les ordres et congrégations religieuses régulières, aux conservatoires musicaux et aux retraites qui impliquent la vie en commun et ont un caractère ecclésiastique. Tous les lieux appartenant à ces corps supprimés sont confisqués par l'État et l'incapacité de tout corps moral ecclésiastique à posséder des biens immobiliers est établie, à l'exception des paroisses. Le caractère laïc de la Deputazione, sanctionné par les bulles papales, est maintenu grâce également à un mémoire passionné envoyé à la chambre du gouvernement italien, signé par le président Rodrigo Nolli, alors maire de Naples, et par tous les députés, qui rappelle le caractère laïc de la Deputazione, le droit de patronage obtenu grâce à trois bulles papales et la guerre acharnée menée contre la curie archiépiscopale de Naples pour le maintien du statut juridique et de la pleine autonomie.
Le 15 août 1927, le pape Pie XI, par la bulle Neapolitanae Civitatis gloria, reconnait que les bulles pontificales des papes Paul V et Urbain VIII ont défini le droit de patronage de la ville de Naples sur la chapelle, ainsi que l’administration des biens, l’élection des aumôniers avec leurs droits et devoirs, le service du culte divin et d’autres privilèges qui lui sont inhérents.

## Plan et description
| 1. Porte de Cosimo Fanzago (1665) 2. Malade guéri avec l'huile de la lampe du saint, Le Dominiquin (1640) 3. Décapitation de San Gennaro, Le Dominiquin (1640 - autel de gauche) 4. Résurrection d'un homme mort, Le Dominiquin (1640) Orgues de la chapelle royale, Pompeo De Franco (1649) 5. Buste reliquaire de Saint Gennaro, Etienne Godefroy, Guillaume de Verdelay et Milet d'Auxerre (1305) 6. Maître-autel, Francesco Solimena (1667) 7. Les malades au tombeau du saint, Le Dominiquin(1640) Orgues de la chapelle royale, Giovanni et Pietro Petillo (1902) 8. Saint Janvier sortant indemne de la fournaise, José de Ribera (1646 - autel de droite) 9. Libération d'une femme possédée, Le Dominiquin(1640) 10. Fresques de la voûte de la chapelle : Le Paradis de Giovanni Lanfranco dans la coupole (1643) dans les pendentifs et les lunettes les Histoires de San Gennaro du Dominiquin(1631-1633) 11. Passage 12. Sacristie 13. Chapelle de la Conception 14. Musée du Trésor de San Gennaro | Pianta |

La chapelle a un plan en croix grecque, dont l'entrée est caractérisée par un portail monumental en bronze doré conçu par Cosimo Fanzago en 1630 pour remplacer celui créé par Giovan Giacomo Conforto en 1628, précédé à son tour d'une bande de marbre au sol (semblable à celle qui caractérise la chapelle Capece Minutolo de la même cathédrale) qui délimite la surface de la chapelle, la séparant du reste de l'édifice religieux et réaffirmant ainsi sa pleine autonomie administrative vis-à-vis de la curie.

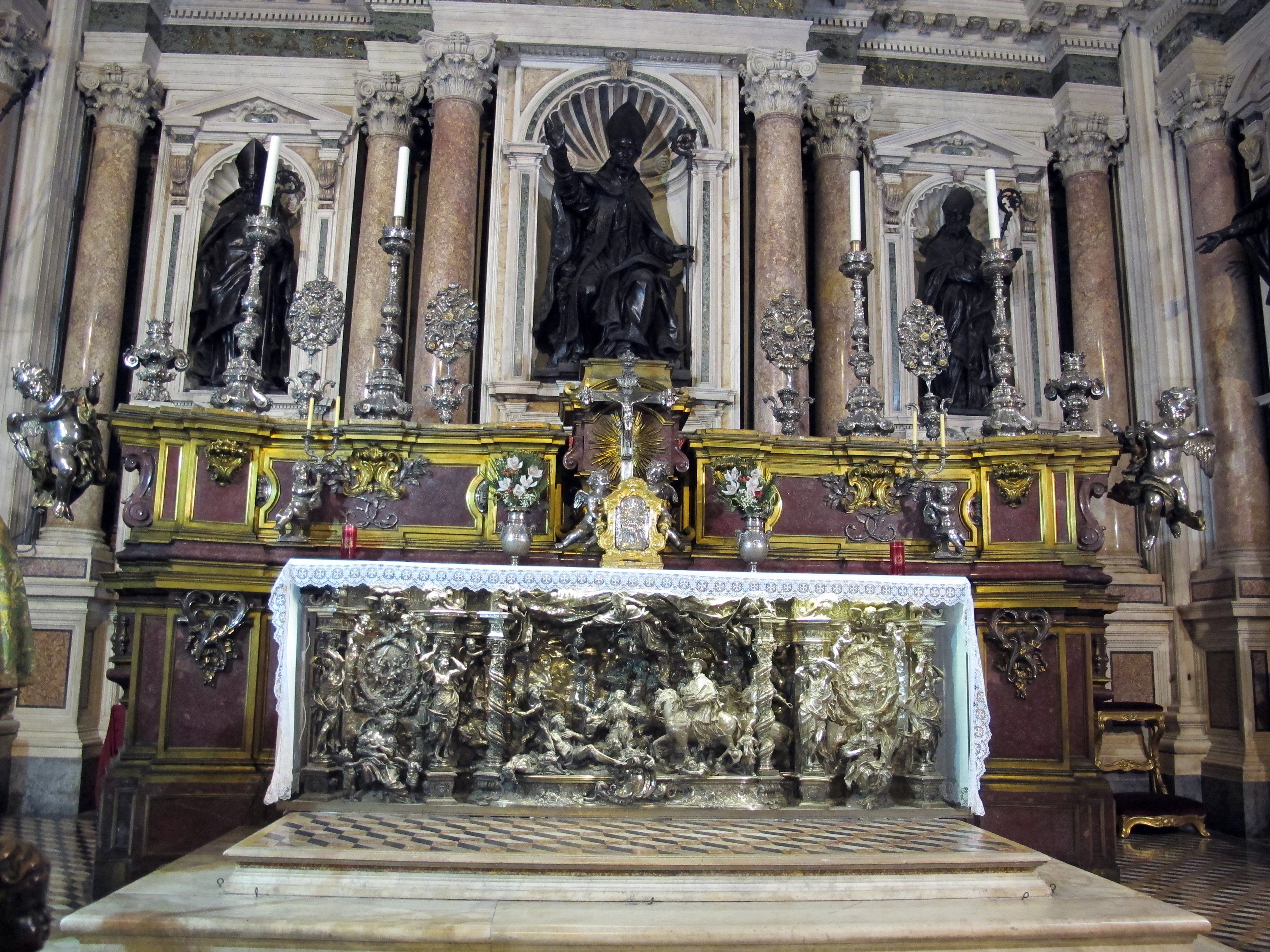
Maître-autel avec au premier plan en bas le relief en argent de la Traslazione de Vinaccia, et en haut au centre San Gennaro assis de Finelli.

Le maître-autel est au centre du chœur, deux autels sont latéraux tandis que quatre autres plus petits sont placés à la base des piliers qui soutiennent la coupole, typiques du style baroque napolitain du XVIIe siècle. Francesco Solimena réalise le nouveau maître-autel en porphyre, achevé en 1667, qui encadre le fronton d'argent représentant la Translation des reliques du saint de Monte Vergine à Naples, une œuvre de Gian Domenico Vinaccia réalisée entre 1692 et 1695. Derrière l'autel, deux niches aux portes d'argent offertes par Charles II (roi d'Espagne) en 1667, abritent les ampoules du sang du saint et auraient dû contenir également le Buste reliquaire de San Gennaro en or et argent, réalisé par trois orfèvres provençaux et offert par Charles II d'Anjou en 1305, exposé dans la chapelle devant le maître-autel, en retrait à gauche.
Deux orgues à tuyaux se trouvent sur les deux cantorie latérales de l'abside. L'orgue de gauche est le plus ancien de Naples encore en activité ; il a été construit en 1649 par Pompeo De Franco et, resté inchangé au fil des siècles, est composé de 5 registres, avec un seul clavier et sans pédale. L'orgue de droite, contemporain du premier, a été considérablement modifié en 1902 par Giovanni et Pietro Petillo, et est composé de neuf registres, sept manuels et deux à pédales.

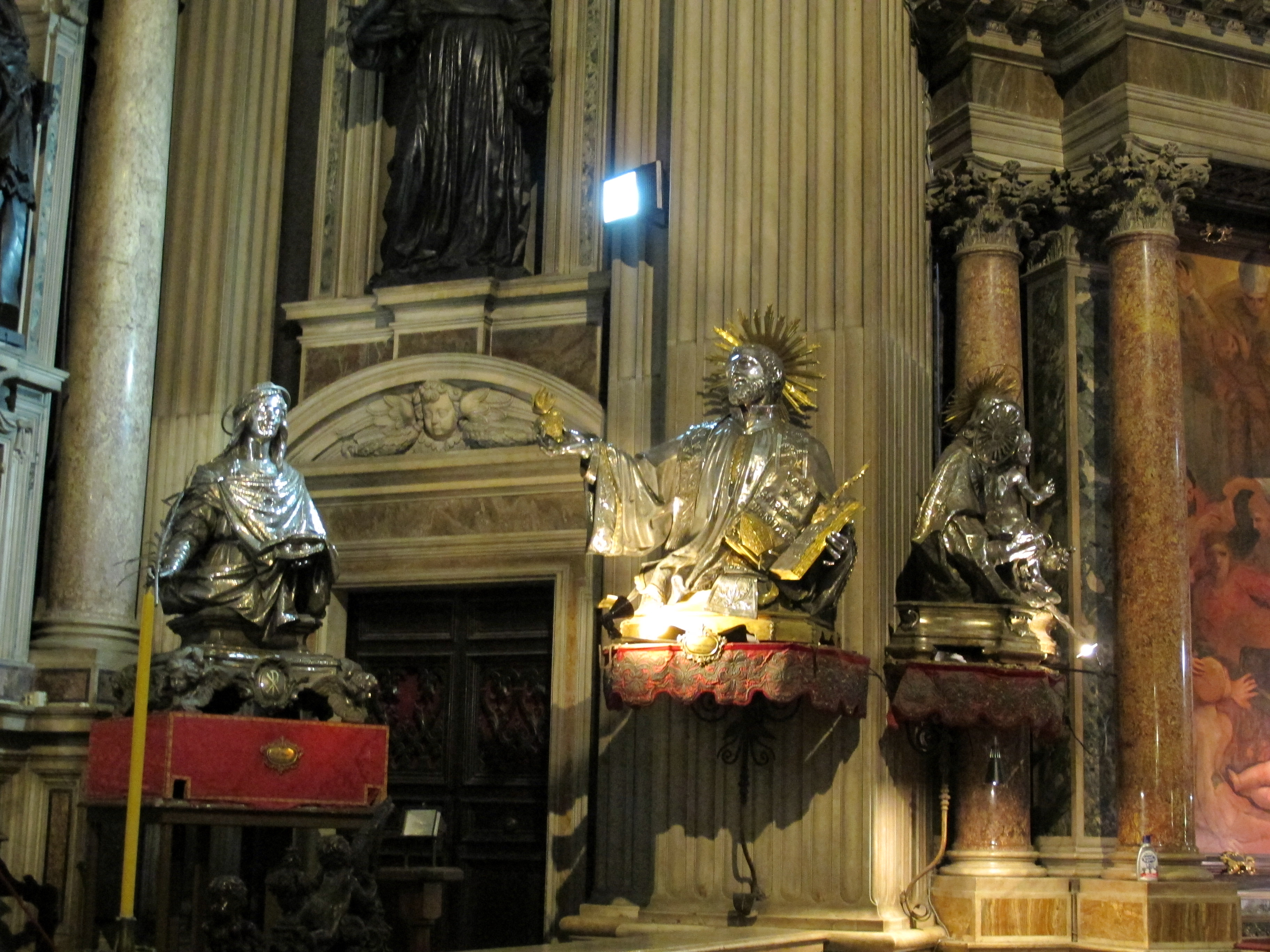
Quelques sculptures en argent qui caractérisent la chapelle.

La chapelle est entourée d'une série de dix-neuf sculptures en bronze, avec au centre, situé derrière le maître-autel, San Gennaro assis de 1645, presque comme s'il voulait « diriger » les dix-huit autres patrons de la défense de Naples de la faim, de la crise, de la peste et de la colère du Vésuve. L'ensemble des décorations sculpturales commence en 1610, sur la base d'un projet de Francesco Grimaldi, réalisé sur une période de plus de vingt ans sous la direction de Cristoforo Monterosso, en impliquant outre le natif de Carrare, Giuliano Finelli, élève du Bernin, qui exécute la plupart des œuvres, d'autres sculpteurs de l'école napolitaine. Sont de Finelli :  San Gennaro assis, Sant'Agrippino, Sant'Agnello, San Tommaso d'Aquino, Sant'Eufebio, San Severo et Santa Patrizia, à proximité du chœur ; Sant'Andrea d'Avellino et San Domenico, dans l'autel de gauche ; San Giacomo della Marca et San Francesco di Paola sur l'autel de droite ; Saint Nicolas à gauche de l'entrée. A droite de l'entrée San Gaetano est de Domenico Marinelli ; Santa Teresa sur l'autel de droite de Cosimo Fanzago ; dans le chœur, Sant'Aspreno et Sant'Attanasio de Giovanni Domenico Monterossi et Tommaso Montani ; dans l'autel de gauche, Saint Antoine de Padoue de Marinelli et Saint François Xavier de Vinaccia. Cinquante-quatre bustes reliquaires tous entièrement en argent, représentant toujours les saints patrons de la ville et toujours de l'école napolitaine, sont également présents dans la chapelle, y compris dans la sacristie et la chapelle de la Conception, certains attribués à Lorenzo Vaccaro, Giuseppe Sanmartino, Andrea Falcone et Francesco Citarelli.

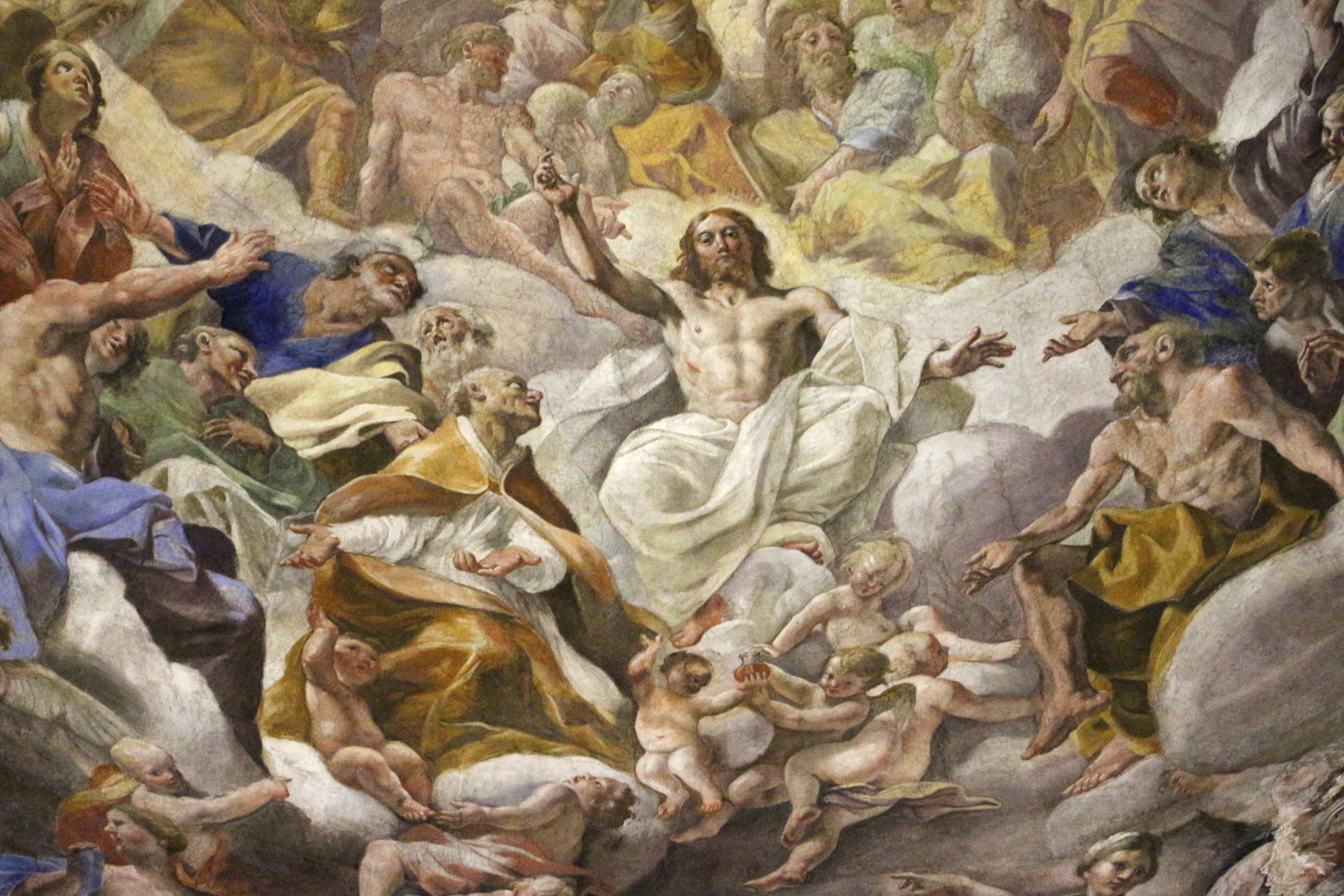
Détail de la fresque du dôme.

L'ensemble de la décoration, donc aussi bien les peintures que les fresques de la chapelle, est principalement l'œuvre du Dominiquin et traitent des Histoires de la vie de San Gennaro.
Les fresques placées dans les lunettes de l'entrée et des deux autels latéraux, ainsi que la voûte de l'autel principal et les trois intrados (les deux latéraux et celui de l'entrée), sont toutes achevées en 1631, et constituent la première intervention du peintre dans la chapelle. Dans la lunette d'entrée se trouve San Gennaro arrêtant la lave en 1631, dans celle de l'autel de gauche San Gennaro conduit au martyre avec ses compagnons Festus et Desiderio, dans la voûte du maître-autel, des fresques représentent les scènes du Tourment de San Gennaro, de San Gennaro dans l'amphithéâtre de Pozzuoli et de San Gennaro donne la vue au tyran Timoteo, tandis que dans la lunette de l'autel de droite se trouve San Gennaro libère Naples des Sarrasins.
Les peintures qui caractérisent la partie inférieure de la chapelle appartenant à l'artiste émilien, toutes des huiles sur cuivre datant d'environ 1640 et concernant toujours les Histoires de la vie du saint, sont au nombre de cinq : La Décapitation de San Gennaro, à gauche de l'autel ; sur les côtés, sur les piliers, les Malades guéris avec l'huile de la lampe de San Gennaro à gauche et la Résurrection d'un mort à droite, tandis que du côté droit de la chapelle, sur le pilier de gauche se trouve Les Malades près du tombeau de San Gennaro et à droite La Femme folle libérée en invoquant du nom de San Gennaro.
Les cycles des quatre pendentifs de la coupole sont également du Dominiquin, datant de 1641, avec La Vierge intercédant pour Naples, La Rencontre de San Gennaro avec le Christ dans la Gloire Céleste, Le Christ ordonnant à San Gennaro de défendre Naples et Le Patronage des saints Gennaro, Agrippina et Agnello Abate. Ce sont les dernières œuvres du peintre réalisées dans la chapelle avant sa mort.
La fresque présente dans la partie centrale de la coupole représentant la scène du Paradis est, en effet, peinte par Giovanni Lanfranco en 1643, tandis que la dernière huile sur cuivre, qui décore les autels du registre inférieur avec Saint Janvier sortant indemne de la fournaise remonte à 1646, exécutée par José de Ribera.

## Sacristie et chapelle de la Conception

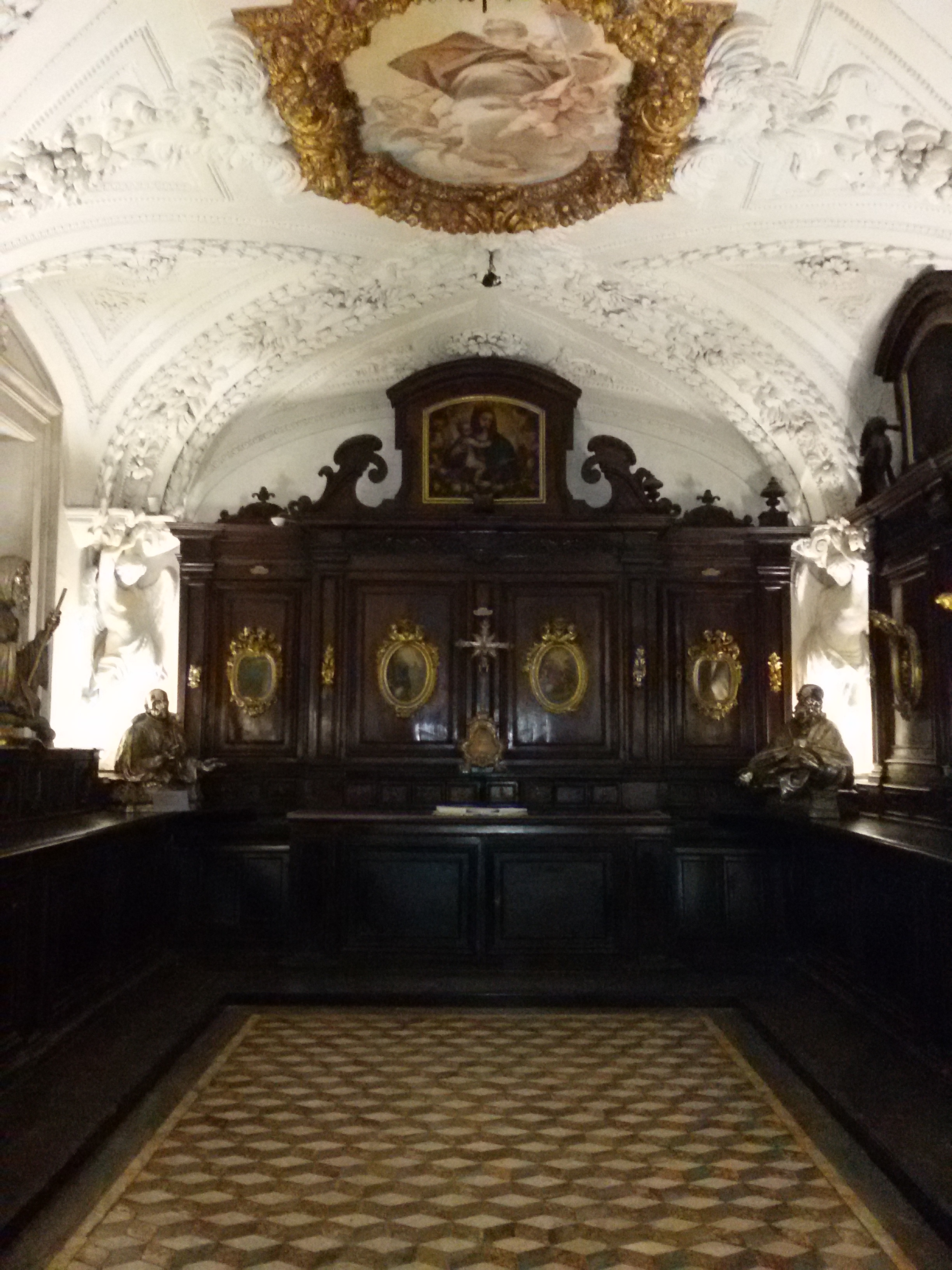
Sacristie.

Derrière l'autel de droite, un couloir qui s'ouvre sur le mur de gauche, décoré de fresques en trompe-l'œil, mène à une pièce sur les côtés de laquelle s'ouvrent, à droite, la sacristie de la chapelle royale du Trésor de San Gennaro, et à gauche, la chapelle de la Conception (ou de l'Immaculée Conception).
Le petit passage de la chapelle, également en trompe-l'œil, présente des fresques le long de la voûte et des murs datant d'environ 1744, réalisées par Francesco Russo et Nicola Maria Rossi, un buste en bronze de San Gennaro au-dessus de la porte d'entrée, une vasque en marbre du XVIIIe siècle entouré sur les côtés de deux bancs également en marbre, tandis que les quatre peintures ovales placées le long des murs sont l'œuvre de Vincenzo Fato et représentent les scènes de l'Hydropisie, de la Résurrection de Lazare, de l' Aveugle et du Cananéen .
A droite se trouve la sacristie de la chapelle royale. Le long des murs, des meubles du XVIIe siècle sont de Dionisio Lazzari, encore utilisés aujourd'hui pour conserver des vêtements liturgiques et des objets sacrés destinés aux activités religieuses, tandis que la voûte est décorée de frises et de figures ressemblant à des cariatides en stuc d'Andrea Falcone réalisées en 1668, qui culminent au centre du plafond avec une fresque ovale de Luca Giordano de San Gennaro en gloire peinte la même année. Sur les tympans des armoires se trouvent quatre autres peintures sur cuivre de Giordano représentant une Vierge à l'Enfant, un Saint Zacharie, une Sainte Anne et un Saint Joseph ; sur les portes, huit ovales sont aussi en cuivre avec les Histoires du Christ :  le Calvaire et Gethsmané sont de Giordano ; la Naissance, l' Épiphanie, la Circoncision et la Dispute de Vincenzo Fato, tous datant de 1742, tandis que la Trinité et l' Annonciation sont de Paolo De Majo, datant du XVIIIe siècle.

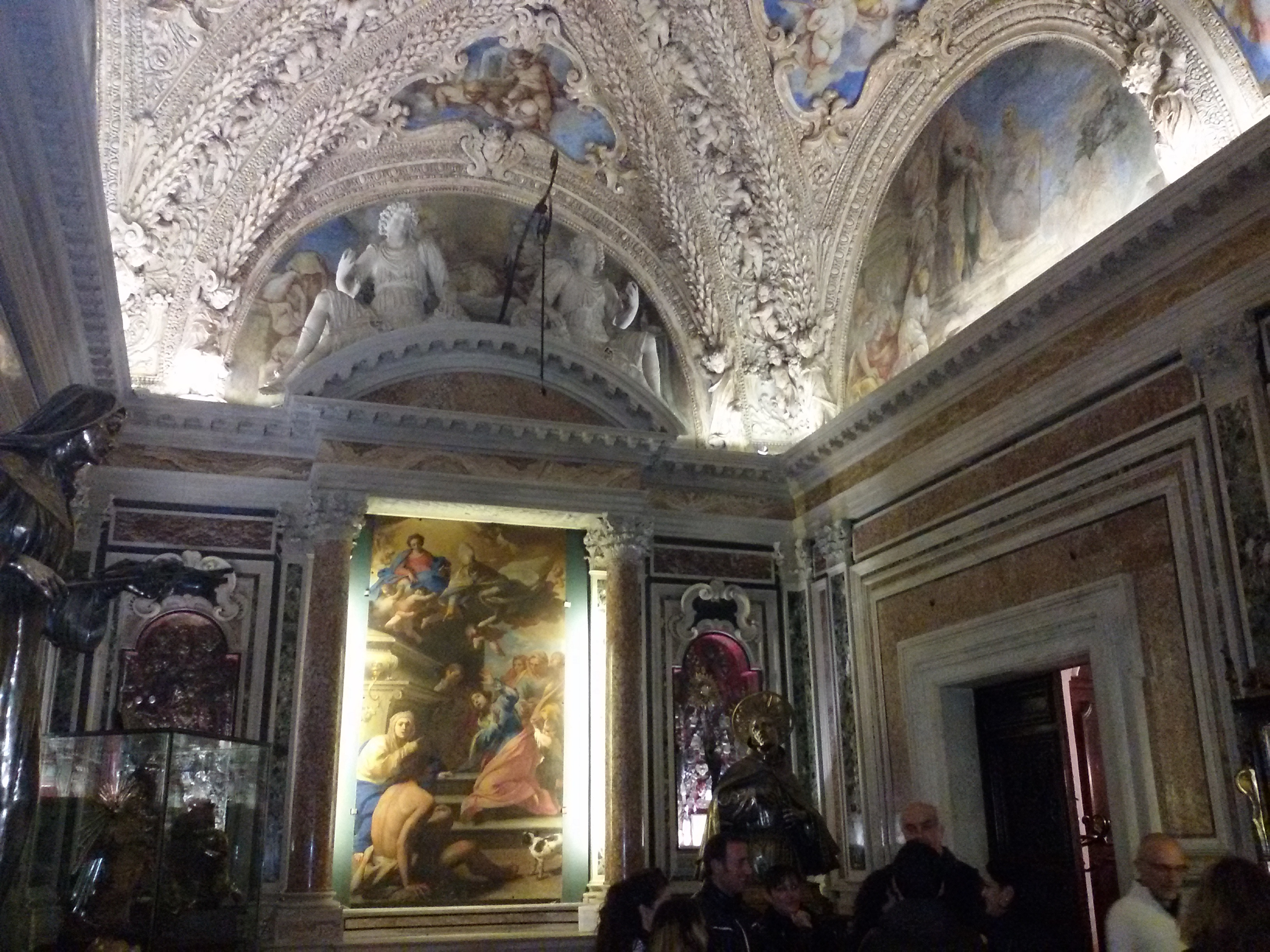
Chapelle de la Conception.

La chapelle qui s'ouvre à gauche du passage, la chapelle de la Conception, possède une voûte richement décorée de frises et d'angelots en marbre et stuc, décorée de fresques en trompe-l'œil par Luca Giordano en 1663 et Giacomo Farelli par la suite, qui est chargé d'achever les travaux en complétant également l'ovale central de la voûte avec l' Immaculée Conception. Sur l'autel se trouve la Libération d'une femme possédée de Massimo Stanzione de 1643, commandée par la Deputazione au peintre napolitain pour remplacer celle inachevée du Dominiquin dans la chapelle, en raison de la mort de l'artiste. L'œuvre de Stanzione, cependant, en raison des forts ressentiments de l'influence du Caravage que l'on retrouve dans la toile, n'est pas préférée à celle du peintre émilien qui, selon la Deputazione, a mieux respecté l'harmonie compositionnelle de l'environnement dans son ensemble. La peinture sur cuivre est ainsi placée au milieu du XIXe siècle sur l'autel de la chapelle de la Conception. Enfin, sur le mur latéral, deux entrées donnent accès aux  salles du musée du Trésor de San Gennaro, d'où l'usage de la sacristie comme passage vers le musée et la chapelle de la Conception.

## Remarques
- (it) Cet article est partiellement ou en totalité issu de l’article de Wikipédia en italien intitulé « Reale cappella del Tesoro di san Gennaro » (voir la liste des auteurs).

1. 1 2 3 4 5  Touring Club Italiano 2008, p. 217.
2. ↑  Allard 2023, p. 62.
3. ↑  (it) Alessandro di Pescolanciano, « Sedili di Napoli », sur Nobili Napoletani, 2007 (consulté le 11 novembre 2023)
4. ↑  Le document historique, Die XIII Ianuarii 1527, Neapoli, daté du 13 janvier 1527, est aujourd’hui conservé et exposé au musée du Trésor de San Gennaro.
5. ↑  « Pittura a Napoli »
6. ↑  Strazzullo 1978, p. 85.
7. ↑  Strazzullo 1969, p. 91.
8. ↑  « L'Organo "De Franco" 1649 della Cappella del Tesoro di S.Gennaro - Napoli », sur gmvitagliano.com
9. ↑  Graziano Fronzuto, « Gli organi della cattedrale di Napoli », sur organoacanne.altervista.org
10. 1 2  Touring Club Italiano 2008, p. 218.
11. 1 2 3  « Descrizione delle sale dal sito del Museo del Tesoro di San Gennaro » [archive du 8 marzo 2016]